# فريدرش الأول ناخب ساكسونيا
فريدرخ الأول؛ الحربي أو الشرس (الألمانية:Friedrich der Streitbare؛ 11 أبريل 1370 - 4 يناير 1428)؛ كان مارغريف مايسن (كـ فريدرخ الرابع) منذ 1407، وأصبح ناخب ساكسونيا (كـ فريدرخ الأول) منذ 1423 حتى وفاته، وهو أحد أفراد أسرة فتين.

## حياته
فريدرخ هو الابن البكر لـ فريدرخ الثالث لاندغراف تورينغيا وكاثرين من هنبيرغ، بعد وفاة عمه فيلهلم الأول، مارغريف مايسن في 1407 حكم أراضي الأسرة بالمشاركة مع شقيقه الأصغر فيلهلم الثاني وابن عمه فريدرخ الرابع (ابن بالتازار)، حتى تقسيم الأراضي بينهم بين عامي 1410 و1415.
خلال حرب البلدات الألمانية في 1388 قدم المساعدة لـ فريدرخ الخامس من هوهنتسولرن، بورغريف نورنبيرغ، وفي 1391 قدم نفس الشيء مع فرسان تيوتون ضد الملك فلاديسلاف الثاني من بولندا، وأيضا دعم روبريخت الثالث، ناخب بالاتينات-الراين في صراعه ضد الملك فنتسل من أجل العرش الألماني، ربما يرجع سبب ذلك إلى عدم وفاء الملك فنتسل بوعده للزواج فريدرخ من شقيقته آنا.
بسبب الخطر الإمبراطوري على الهوسيون (في بوهيميا) تحالف مع الملك سيغيسموند، ولعب دوراً بارزاً ضدهم، خلال السنوات الأولى استطاع تحقيق نصر كبير عليهم في معركة بروكس في 1421، وبذلك له مُنح مرتبتين الدوق وأمير الناخب، تم مقاضاته مما اضطر إلى دفع مبالغ كبيرة من المال من خلال حصوله على أراضي في بوهيميا وأراضي سيغيسموند التي كانت مرهونة، وأيضا تم مكافأته مرة أُخرى في 6 يناير 1423 بـ دوقية ساكسونيا-فيتنبرغ التي كانت شاغرة، وتم تنصيبه رسمياً بـ أوفين في 1 أغسطس 1425، وأيضا سعى إلى بذل جهد إضافي ضد الهوسيين، وكذلك حاول إقناع الأمراء الألمان لمساعدته في استكمال هذه الحرب وخاصة عندما تم إبادة الجيش الساكسوني تقريباً في أوسيغ في 16 أغسطس 1426.
بعد وفاة شقيقه فيلهلم أصبح حاكم على كامل أراضي العائلة باستثناء تورينغيا.
توفي فريدرخ في ألتنبورغ في 1428، كان أول فرد من العائلة يدفن في الكنيسة الأميرية في كاتدرائية مايسن.
في 1409 أسس مع شقيقه فيلهلم جامعة لايبتسيغ لصالح الطلاب الألمان الذين تركوا جامعة براغ بعد الأحداث المتعلقة بالانشقاق الغربي.

## الذرية
تزوج فريدرخ من كاثرين من براونشفايغ-لونيبورغ في 8 فبراير 1402؛ ولديهم ثمانية أبناء:-
- كاثرين، توفيت في الصغر.
- فريدرخ الثاني ناخب ساكسونيا (1412-1464).
- سيغيسموند، أسقف فورتسبورغ (3 مارس 1416 - 24 ديسمبر 1471).
- آنا (5 يونيو 1420 - 17 سبتمبر 1462)؛ تزوجت من لودفيغ الأول، لاندغراف هسن.
- كاثرين (1421 - 23 أغسطس 1476)؛ تزوجت من فريدرخ الثاني، ناخب براندنبورغ.
- هاينريش (21 مايو 1422 - 22 يوليو 1435).
- فيلهلم الثالث، لاندغراف تورينغيا وأيضا دوق لوكسمبورغ (1425-1482).